# Église Saint-Hilaire de Cros-de-Ronesque
L'église Saint-Hilaire de Cros-de-Ronesque est une église située à Cros-de-Ronesque, dans le département du Cantal, en région Auvergne-Rhône-Alpes, en France. Elle a été construite au début du XVe siècle.
Elle fait l'objet d'une inscription au titre des monuments historiques depuis le 11 octobre 1930.

## Description
L'église est composée de trois travées : deux travées barlongues forment la nef et une travée carrée forme le chœur. Elle est voûtée d'ogives nervurées.
Elle a la particularité de posséder un auvent sur son clocher.

## Histoire
L'église date du tout début du XVe siècle. Deux chapelles ont été ajoutées par la suite : une au nord de l'église au XVe siècle, et une au sud au XVIIe siècle.